# Saint-Georges-des-Coteaux
Saint-Georges-des-Coteaux är en kommun i departementet Charente-Maritime i regionen Nouvelle-Aquitaine i västra Frankrike. Kommunen ligger  i kantonen Saintes-Ouest som ligger i arrondissementet Saintes. År 2022 hade Saint-Georges-des-Coteaux 2 840 invånare.

## Befolkningsutveckling
Antalet invånare i kommunen Saint-Georges-des-Coteaux
Referens:INSEE